# 龙山镇 (麻江县)
龙山镇，原为龙山乡。是中华人民共和国贵州省黔东南苗族侗族自治州麻江县下辖的一个乡镇级行政单位。
2013年5月24日，贵州省人民政府批复同意撤销龙山乡，设置龙山镇。

## 行政区划
龙山镇下辖以下地区：
龙山行政中心村、共和行政中心村、河坝行政中心村、大塘村、干桥村、孟江村和复兴村。

## 中国传统村落
2013年8月，河坝村（原為河坝乡，后撤乡並入）、复兴村被评为第二批中国传统村落。